# Antylak purpurowy
Antylak purpurowy (Anthracothorax jugularis) – gatunek małego ptaka z rodziny kolibrowatych (Trochilidae). Zasiedla tylko Małe Antyle.

## Systematyka
Gatunek monotypowy. Często umieszczany w rodzaju Eulampis.

## Morfologia
Mierzy 12 cm. Obie płci są identycznie ubarwione, samica ma tylko nieco dłuższy i bardziej zakrzywiony dziób. Bardzo długi, szary dziób. Opalizujące, purpurowe gardło i pierś. Czarny wierzch i spód ciała oraz barkówki, także ogon. Pokrywy nadogonowe matowozielone. Opalizujące, zielone pokrywy skrzydłowe. Czarne, acz nieco szarawe lotki sięgają aż do ogona.

## Ekologia
Zasiedla wysokogórskie lasy. Przez cały rok samiec agresywnie broni obszarów z kwiatami, samica włącza się dopiero poza okresem lęgowym. Składa 2 jaja, czarkowate gniazdo zamaskowane porostami.

## Status
Międzynarodowa Unia Ochrony Przyrody (IUCN) uznaje antylaka purpurowego za gatunek najmniejszej troski (LC – least concern) nieprzerwanie od 1988 roku. Liczebność populacji nie została oszacowana, ale ptak ten opisywany jest jako pospolity. Trend liczebności populacji jest malejący.